# Muli Katzurin
Muli Katzurin (ur. 30 listopada 1954) – izraelski trener koszykarski, w latach 2008/2009 selekcjoner reprezentacji Polski w koszykówce mężczyzn. W polskiej koszykówce pojawił się po raz pierwszy w sierpniu 1999, podejmując obowiązki szkoleniowca Zepter Śląska Wrocław, z którym w sezonie 1999/2000 wywalczył tytuł mistrza kraju.
Przed objęciem funkcji selekcjonera polskiej kadry narodowej Katzurin był już wcześniej dwukrotnie kandydatem na to stanowisko – w 2003 przegrał z Andrzejem Kowalczykiem, zaś w 2006 ze Słoweńcem Andrejem Urlepem (w miejsce którego otrzymał później tę posadę).

## Osiągnięcia
Drużynowe
- Mistrzostwo:
  - Czech (2007–2010)
  - Izraela (1994, 1995)
  - Polski (2000)
- Puchar:
  - Izraela (1988, 1992, 1994)
  - Polski (2004)
  - Czech (2007–2010)
- Mistrzostwa Europy z kadrą:
  - Izraela (1999 – 9. miejsce, 2001 – 10. miejsce, 2003 – 7. miejsce)
  - Polski (2009 – 9. miejsce)

Indywidualne
- Najlepszy trener PLK (2000 według Gazety)[3]